# Paraocalemia longirostris
Paraocalemia longirostris là một loài bọ cánh cứng trong họ Cerambycidae.